# Hueypoxtla
Pour les articles homonymes, voir Hueypoxtla (homonymie).
Hueypoxtla ou Villa de San Bartolomé Hueypoxtla est une ville mexicaine située dans l'État de Mexico au sein de la municipalité d'Hueypoxtla dont elle est le chef-lieu. En 2010, elle comptait 3 989 habitants.

## Histoire

Portales dans la ville de Hueypoxtla.

Le 4 décembre 2013, sur le territoire de la commune,  un vol d'un camion transportant du cobalt-60 a eu lieu. Le camion transportait une machine de thérapie au cobalt, désaffectée, en route pour son élimination. La Police Fédérale et l'armée ont ensuite établi un périmètre de sécurité de 50 mètres autour du site pour éviter une contamination de la population. Six personnes présentant des symptômes pouvant être liés à une irradiation ont été hospitalisées et arrêtées par les autorités.
L'enquête n'a pas permis de déterminer ce que les voleurs recherchaient, à savoir le Cobalt et/ou le camion et sa grue.